# 대한아웃도어바비큐협회
대한아웃도어바비큐협회는 아웃도어 문화의 정점에 세계 최초의 '스포츠 바비큐(Sports Barbecue)' 문화를 통해 새로운 산업과 '프로바비큐어(Professional Barbecuer)'라는 새로운 직업을 만들어 살 맛 나는 대한민국을 만들어 가는데 그 근본적인 목적이 있고 '프로바비큐 경기대회'가 추구하는 원시 리얼바비큐를 통해 잃어버린 인간성을 회복하고 무너지는 공동운명체를 복원하는데 기여하고자 하는 또 다른 목적이 있다. 그리고, 아웃도어 전문가와 바비큐 전문가 양성을 통해 프로바비큐 선수를 육성하고 아웃도어와 스포츠 바비큐 관련 국내외 대회나 축제를 주최, 주관하고 다양한 방법과 채널에서 인간의 유희적 삻을 추구하는 호모 날라리언스(Homo nallarians)들을 통해 공동운명체에 선한 영향력을 끼쳐 건전한 국민 여가문화를 조성하고 나아가 청년 및 실직자나 은퇴자들에게 새로운 직업 만날 수 있는 기회를 만들고, 국민 삶의 질 향상을 통해 국가나 지역경제에 기여할 목적으로 2009년 11월 27일 설립된 대한민국 농림수산식품부 소관의 사단법인이다. 사무실은 경기도 수원시 권선구 서둔동에 있다.

## 주요 사업
- 국내 축산물의 우수성 홍보 및 소비촉진을 위한 국내외 아웃도어와 바비큐 관련 행사의 주최, 주관, 유치 및 참가
- 축제를 활용한 국내축산물의 우수성 홍보는 물론 아웃도어와 바비큐 관련 지역관광 상품개발 및 관광지 연계를 통한 지역경제 활성화 기여
- 국내 축산물 소비촉진을 위한 아웃도어와 바비큐 관련시설 건립 및 운영과 자문
- 아웃도어와 바비큐 문화 수준향상에 기여. 건전한 여가활동 유도
- 아웃도어 및 바비큐 전문가 육성
- 국내 축산물 소비촉진을 위한 아웃도어와 바비큐용품·용구에 관한 연구개발 및 보급
- 기타 본회의 목적달성에 필요한 사업
- 바비큐 전문가 양성(초, 중, 고급, 세미프로, 프로)
- 바비큐 심판양성
- 전통아웃도어민속놀이전문가 양성
- 푸드마스터 양성